# Exit (Festival)

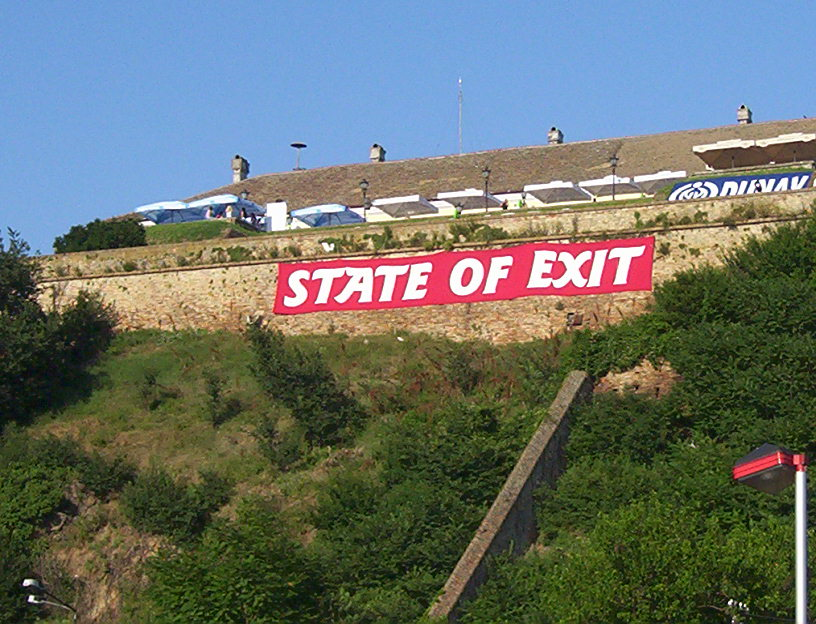
Petrovaradiner Festung in der Zeit des Festivals

Exit, serbisch auch Egzit, ist ein Musikfestival in Novi Sad, Serbien. Das Festival legt seinen Schwerpunkt auf Rockmusik und elektronische Musik und wird jährlich im Sommer auf der Petrovaradiner Festung abgehalten.
Gegründet wurde das Festival 2000 und dauert in der Regel vier Tage. Die Initiatoren waren eine Gruppe von Studenten der Universität Novi Sad, die der Jugend in Serbien eine Alternative und eine kulturelle Wiederbelebung nach dem Zerfall Jugoslawiens bieten wollten, eine Art „Ausgang“ (exit). Trotz finanzieller und anderer Krisen entwickelte sich Exit zu einer der bedeutendsten Musikveranstaltungen Südosteuropas und neben dem Guča-Trompetenfestival zum größten in Serbien. Es steht in einer Art Gegensatz zum Trompetenfestival von Guča, das mehr dem Patriotismus gewidmet ist, während Exit wiederum für eine kosmopolitische Seite Serbiens steht.
2007 wurde Exit von UK Festival Awards in Zusammenarbeit mit Yourope zum besten Musikfestival Europas gekürt. Im gleichen Jahr stellte das Festival mit gut 190.000 Besuchern einen Rekord auf.